# Włókiennicza Spółdzielnia Pracy im. gen. Karola Świerczewskiego w Radymnie
Włókiennicza Spółdzielnia Pracy im. gen. Karola Świerczewskiego w Radymnie kontynuowała tradycje założonego we wrześniu 1884 Towarzystwa Powroźniczego – Towarzystwa z Ograniczoną Poręką, jako jednego z pierwszych stowarzyszeń spółdzielczych Galicji. W 1984 Włókiennicza Spółdzielnia Pracy im. gen. Karola Świerczewskiego w Radymnie była jedną z trzech najstarszych organizacji spółdzielczych w Polsce. W tym roku z okazji 100. rocznicy założenia zakładu postanowieniem Rady Państwa Spółdzielnia została odznaczona Krzyżem Komandorskim Orderu Odrodzenia Polski.
WSP w Radymnie funkcjonowała przy ul. 3-go Maja 6. Została zlikwidowana.